# Ichirnawa
Ichirnawa este o comună rurală din departamentul Matamey, regiunea Zinder, Niger, cu o populație de 24.993 de locuitori (2001).